# Urostachys fuegianus
Urostachys fuegianus là một loài thực vật có mạch trong Họ Thạch tùng. Loài này được (Roiv.) Herter miêu tả khoa học đầu tiên năm 1949.